# Japanische Badmintonmeisterschaft 2004
Die Japanische Badmintonmeisterschaft 2004 fand vom 9. bis zum 14. November 2004 in Moriguchi statt. Es war die 58. Austragung der nationalen Titelkämpfe im Badminton in Japan.

## Medaillengewinner
| Disziplin    | Gold                             | Silber                           | Bronze                          |
| ------------ | -------------------------------- | -------------------------------- | ------------------------------- |
| Herreneinzel | Shoji Sato                       | Shinya Ohtsuka                   | Keita Masuda                    |
| Herreneinzel | Shoji Sato                       | Shinya Ohtsuka                   | Yūsuke Shinkai                  |
| Dameneinzel  | Eriko Hirose                     | Kanako Yonekura                  | Kaori Mori                      |
| Dameneinzel  | Eriko Hirose                     | Kanako Yonekura                  | Yū Hirayama                     |
| Herrendoppel | Keita Masuda Tadashi Ohtsuka     | Shūichi Sakamoto Shūichi Nakao   | Shoji Sato Shō Sasaki           |
| Herrendoppel | Keita Masuda Tadashi Ohtsuka     | Shūichi Sakamoto Shūichi Nakao   | Tōru Matsumoto Keishi Kawaguchi |
| Damendoppel  | Kumiko Ogura Reiko Shiota        | Shizuka Yamamoto Yasuyo Imabeppu | Tomomi Matsuda Aki Akao         |
| Damendoppel  | Kumiko Ogura Reiko Shiota        | Shizuka Yamamoto Yasuyo Imabeppu | Maiko Naka Eriko Iwamatsu       |
| Mixed        | Tadashi Ohtsuka Shizuka Yamamoto | Daisuke Yamashita Megumi Hikichi | Yuzo Kubota Miyuki Tai          |
| Mixed        | Tadashi Ohtsuka Shizuka Yamamoto | Daisuke Yamashita Megumi Hikichi | Norio Imai Masami Yamazaki      |